# Hasekura Tsunenaga
Hasekura Tsunenaga est un nom japonais traditionnel ; le nom de famille (ou le nom d'école), Hasekura, précède donc le prénom (ou le nom d'artiste).
Hasekura Tsunenaga (支倉六右衛門常長, Hasekura Rokuemon Tsunenaga), également appelé Don Felipe Francisco Hasekura après sa conversion au christianisme, naît en 1571 et meurt en 1622. Samouraï japonais, vassal du daimyō de Sendai, Date Masamune, il dirige une ambassade vers la Nouvelle-Espagne puis l'Europe entre 1613 et 1620. S'il n'est pas le premier Japonais à débarquer en Amérique (il fut devancé par Tanaka Shōsuke), il est cependant le premier à le faire dans un cadre diplomatique. Sa venue en France à Saint-Tropez est le premier contact direct connu entre Français et Japonais.
Bien que l'ambassade de Hasekura ait fait une forte impression en Europe, elle a lieu à une époque où le Japon tente de supprimer le christianisme de son sol, si bien que les monarques européens, tels le roi d'Espagne, refusent les arrangements commerciaux que Hasekura essaie d'établir. Hasekura rentre au Japon en 1620 et meurt de maladie environ un an après, son ambassade n'ayant débouché sur aucun résultat dans un Japon en plein isolationnisme.

## Biographie

### Jeunesse
On ne sait que peu de choses de la jeunesse de Hasekura Tsunenaga. Né en 1571, c'est un noble samouraï de rang moyen du fief d'Ōshū, au nord du Japon, qui sert directement le daimyo Date Masamune. Ils ont tous les deux approximativement le même âge, et les archives montrent que Date lui confie le rôle de le représenter au cours de plusieurs missions importantes.
Durant six mois en 1597, il se bat comme samouraï vétéran lors de la guerre d'Imjin, sous le shogunat de Toyotomi Hideyoshi.
En 1612, son père, Hasekura Tsunenari (支倉常成, Hasekura Tsunenari), est condamné pour corruption ; il est mis à mort en 1613. Son fief est confisqué, et son fils doit normalement être exécuté également. Cependant, Date Masamune donne à Hasekura Tsunenaga la possibilité de restaurer son honneur en prenant en charge une ambassade en Europe, et lui rend également rapidement ses terres.

### Contexte de l'ambassade

#### Contacts entre Espagnols et Japonais
Au XVIe siècle, les Espagnols commencent à faire des voyages transpacifiques entre la Nouvelle-Espagne et la Chine, via leur base territoriale des Philippines, suivant la route maritime établie par Andrés de Urdaneta. Manille devient leur point d'accès définitif dans la région asiatique en 1571. À cause du mauvais temps, des bateaux espagnols font régulièrement naufrage le long des côtes japonaises, ce qui permet à l'Espagne d'initier des contacts avec ce pays. Les Espagnols désirent répandre la foi chrétienne au Japon, mais leurs efforts dans ce sens rencontrent une forte résistance de la part des jésuites, qui ont commencé l'évangélisation du pays en 1549, mais aussi de celle des Portugais et des Néerlandais qui ne veulent pas voir l'Espagne participer au commerce avec le Japon.
Certains Japonais, tels que Christopher et Cosmas, sont connus pour avoir traversé l'Océan Pacifique à bord de galions dès 1587. On sait également que des cadeaux sont échangés entre le gouverneur des Philippines et Toyotomi Hideyoshi, qui le remercie dans une lettre datée de 1597, écrivant : « Je trouve en particulier l'éléphant noir tout à fait inhabituel. »
En 1609, le galion de Manille, le San Francisco, doit affronter une mauvaise météo lors de son voyage de Manille à Acapulco, et fait naufrage sur la côte japonaise à Chiba, près d'Edo. Les marins sont sauvés et bien accueillis, et le capitaine du navire, Rodrigo de Vivero, ancien gouverneur par intérim des Philippines, rencontre le shogun à la retraite Tokugawa Ieyasu. Ils signent un traité le 29 novembre 1609, par lequel les Espagnols gagnent le droit d'établir un comptoir dans l'est du Japon, des spécialistes de l'exploitation minière peuvent être envoyés au Japon depuis la Nouvelle-Espagne, les navires espagnols sont autorisés à faire étape au Japon en cas de nécessité et une ambassade japonaise doit être envoyée à la cour d'Espagne.

#### Premières expéditions japonaises en Amérique

##### Voyage duSan Buena Venturaen 1610

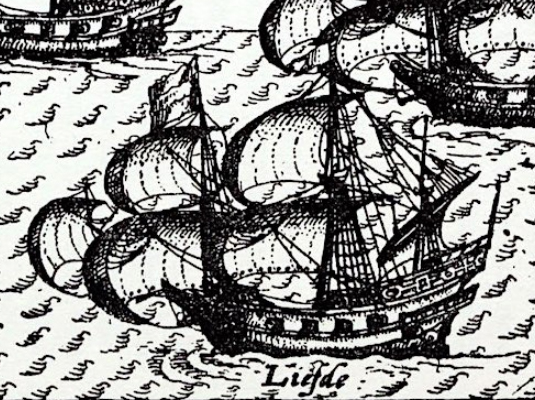
Le Liefde, sur le modèle duquel a été construit le San Buena Ventura.

Un moine franciscain espagnol du nom de Luis Sotelo, qui fait du prosélytisme dans la région d'Edo, parvient à convaincre le shogun Tokugawa Ieyasu et son fils Hidetada de l'envoyer comme ambassadeur en Nouvelle-Espagne. Accompagné du Japonais Tanaka Shōsuke, il voyage avec les marins espagnols du San Francisco s'en retournant sur le San Buena Ventura, un navire construit par l'aventurier anglais William Adams pour le shogun. Une fois en Nouvelle-Espagne, Luis Sotelo rencontre le vice-roi Luis de Velasco, qui accepte d'envoyer un ambassadeur au Japon en la personne du fameux explorateur Sebastián Vizcaíno, avec en plus la mission d'explorer « les Îles d'or et d'argent » (las Islas del Oro y de la Plata) qu'on suppose alors exister à l'est des îles japonaises. Tanaka Shōsuke est quant à lui le premier Japonais à débarquer en Amérique.
Vizcaíno arrive au Japon en 1611 et rencontre à de nombreuses reprises le shogun ainsi que des seigneurs féodaux. Ces rencontres sont marquées par son manque de respect pour les coutumes japonaises, l'hostilité montante des Japonais envers les missionnaires catholiques et les intrigues des Hollandais pour contrer les ambitions espagnoles. Vizcaíno part finalement à la recherche des Îles d'argent, recherche pendant laquelle il rencontre du mauvais temps, ce qui le force à retourner au Japon avec des dégâts importants.

##### Voyage duSan Sebastianen 1612
Sans attendre Vizcaíno, un autre navire, nommé le San Sebastian, construit à Izu par le bakufu sous la houlette du ministre de la Marine Shōgen Mukai, part pour le Mexique le 9 septembre 1612 avec à son bord Luis Sotelo, ainsi que deux représentants de Date Masamune, dans le but de faire progresser les accords commerciaux avec la Nouvelle-Espagne. Cependant, le bateau sombre à quelques milles d'Uraga, et l'expédition doit être abandonnée.

### Préparation de l'ambassade, en 1613

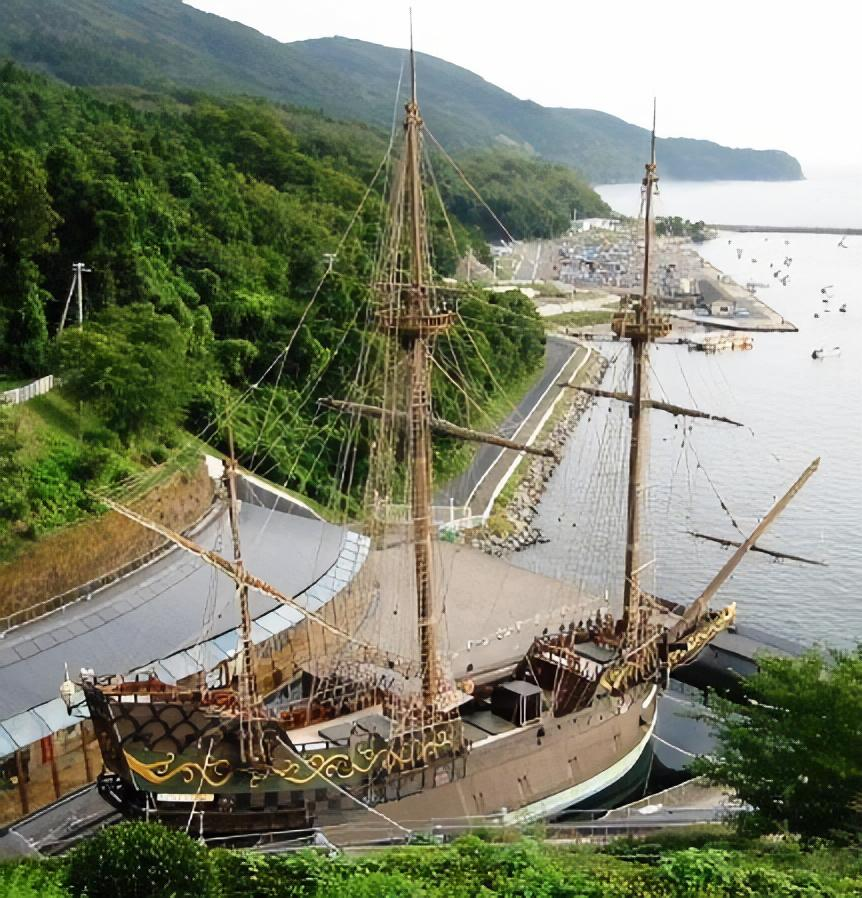
Réplique du galion San Juan Bautista.

Le shogun décide alors de faire construire un galion de 500 tonneaux au Japon dans le double but de raccompagner Sebastián Vizcaíno en Nouvelle-Espagne et d'envoyer une mission d'ambassade japonaise qui sera accompagnée par Luis Sotelo. La construction de ce galion, nommé Date Maru par les Japonais, puis San Juan Bautista par les Espagnols, dure 45 jours, avec la participation d'experts techniques du bakufu (le ministre de la Marine Shōgen Mukai, une connaissance de William Adams avec qui il a bâti plusieurs vaisseaux, envoie son charpentier en chef), 800 constructeurs navals, 700 forgerons, et 3 000 charpentiers. La prise en charge de ce projet est confiée à Date Masamune, le daimyō de Sendai, qui nomme un de ses vassaux, Hasekura Tsunenaga (dont le fief est estimé aux alentours de 600 koku), pour diriger la mission :

« Le grand navire quitta Toshima-Tsukinoura pour les contrées des Barbares du Sud le 15 septembre [dans le calendrier japonais] avec à sa tête Hasekura Rokuemon Tsunenaga, et ceux nommés Imaizumi Sakan, Matsuki Shusaku, Nishi Kyusuke, Tanaka Taroemon, Naito Hanjuro, Sonohoka Kyuemon, Kuranojo, Tonomo, Kitsunai, Kyuji, et plusieurs autres sous les ordres de Rokuemon, ainsi que 40 Barbares du Sud, 10 hommes de Mukai Shōgen, ainsi que des commerçants, pour un total de 180 hommes. »

— (Archives de la maison Date, Keicho-Genna 伊達家慶長元和留控, Gonoi, p. 56)
L'objectif de l'ambassade japonaise est à la fois de discuter d'arrangements commerciaux avec la couronne espagnole à Madrid, et de rencontrer le pape à Rome. Masamune Date montre une grande volonté d'accueil envers la religion catholique sur ses terres : il invite Luis Sotelo et autorise la propagation du christianisme en 1611. Dans sa lettre au pape apportée par Hasekura, il écrit : « J'offrirai mon domaine comme base pour votre travail de missionnaire. Envoyez autant de padres que possible. »

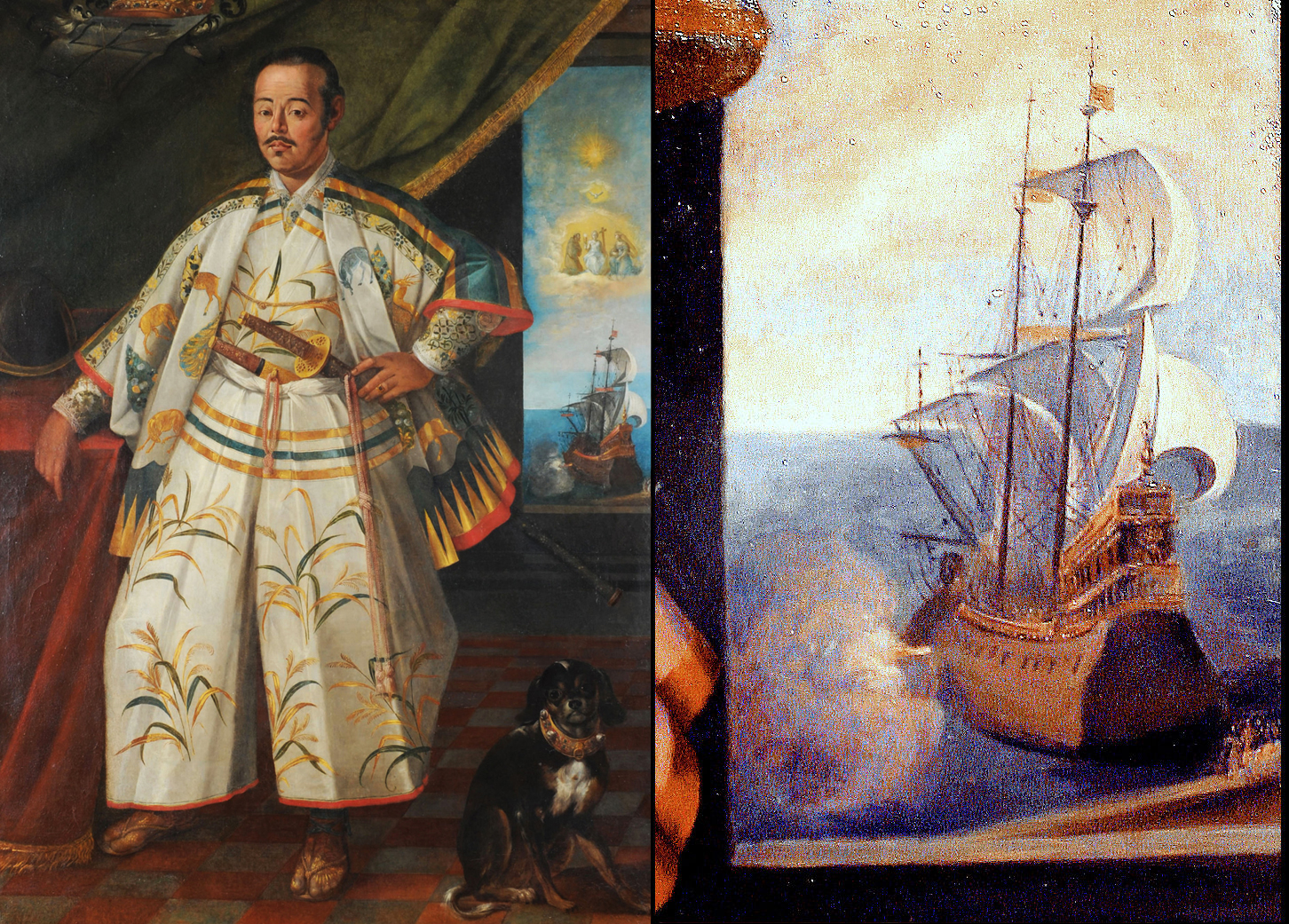
Le San Juan Bautista représenté sur le tableau de Claude Deruet comme un galion portant les armes de Hasekura au grand mât. À droite, un détail du tableau montre le bateau.

Sotelo, dans son récit de ces voyages, insiste sur la dimension religieuse de la mission, soulignant que son objectif principal est de répandre la foi chrétienne dans le nord du Japon :

« Je fus précédemment envoyé en tant qu'ambassadeur de Date Masamune, qui règne sur le royaume d'Oxu [du japonais 奥州] (qui est la partie orientale du Japon), et qui, bien qu'il ne soit pas encore ressuscité au travers du baptême, a reçu le catéchisme, et est désireux que la foi chrétienne soit prêchée dans son royaume, avec un autre noble de sa Cour, Philippus Franciscus Faxecura Retuyemon [sic], à la Curie romaine et à celui qui a la charge du siège apostolique, Sa Sainteté le pape Paul V. »

— Luis Sotelo, De Ecclesiae Iaponicae Statu Relatio, 1634
L'ambassade fait probablement partie d'un plan visant à diversifier et augmenter le commerce avec l'étranger, plan mis en place avant la participation des chrétiens à la rébellion d'Osaka qui va entraîner une réaction radicale du shogunat, avec l'interdiction du christianisme dans les territoires sous son contrôle direct en 1614.

### Le voyage transpacifique
Une fois terminé, le navire part pour Acapulco au Mexique le 28 octobre 1613 avec environ 180 personnes à bord, dont dix samouraïs du shogun (fournis par le ministre de la Marine Shōgen Mukai), douze samouraïs de Sendai, cent-vingt marchands, marins et serviteurs japonais, et environ quarante Espagnols et Portugais, y compris Sebastián Vizcaíno, qui, selon ses propres termes, n'a que la simple qualité de passager.

#### Nouvelle-Espagne (Mexique)

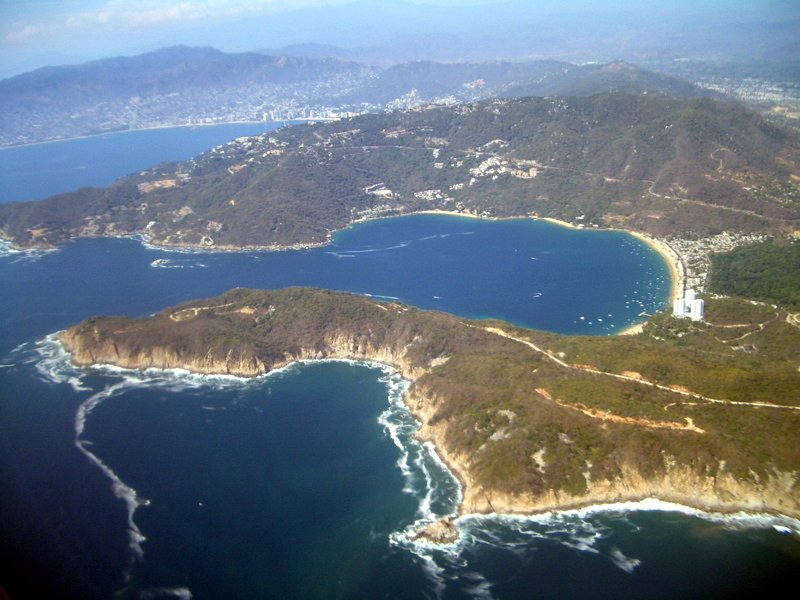
La baie d'Acapulco, où Hasekura Tsunenaga accoste en 1614.

Le navire atteint d'abord le cap Mendocino dans l'actuelle Californie, puis longe la côte et accoste à Acapulco le 25 janvier 1614 après trois mois de mer. L'ambassade entre à Mexico le 4 mars, où elle est reçue en grande cérémonie. Le but ultime de l'ambassade étant l'Europe, elle passe un certain temps à Mexico, puis part pour Veracruz pour embarquer au sein de la flotte de Don Antonio de Oquendo.
Un journal contemporain, écrit par l'historien Chimalpahin Cuauhtlehuanitzin, un noble aztèque, donne un récit de la visite de Hasekura :

« C'est la seconde fois que les Japonais ont amené un de leurs navires sur le rivage d'Acapulco. Ils amènent ici de nombreuses choses en fer, et des écritoires, et des vêtements qu'ils vont vendre ici. »

— Chimalpahin, « Annals of His Time », 4 mars 1614, p. 275.

« Cela fut connu ici à Mexico, et dit, que la raison pour laquelle leur dirigeant, l'empereur du Japon, envoya ici ledit émissaire seigneurial et ambassadeur est d'aller à Rome pour voir le Saint Père Paul V et lui affirmer leur obéissance à la sainte Église, de manière que tous les Japonais veuillent devenir chrétiens. »

— Chimalpahin, Annals of His Time, 24 mars 1614, p. 275.
Hasekura est installé à Mexico dans une maison près de l'église de San Francisco. Il rencontre le vice-roi, à qui il explique qu'il veut également rencontrer le roi Philippe III pour lui faire une offre de paix et obtenir pour les Japonais la possibilité de venir commercer au Mexique. Le mercredi 9 avril, vingt Japonais sont baptisés, et vingt-deux de plus le 20 avril par l'archevêque de Mexico, don Juan Pérez de la Serna, dans l'église San Francisco de Mexico. En tout, soixante-trois d'entre eux reçoivent la confirmation le 25 avril. Hasekura, quant à lui, attend son voyage en Europe pour se faire baptiser là-bas :

« Mais l'émissaire seigneurial, l'ambassadeur, ne voulut pas être baptisé ici ; on disait qu'il voulait être baptisé plus tard en Espagne. »

— Chimalpahin, Annals of His Time, 9 avril 1614, p. 277.
| Nicolás de Cardona, dans son édition de 1632 de l'Exploration du Monde, publie cette vue de la baie et de la ville d'Acapulco, mentionnant la présence d'un « navire du Japon » (lettre « D »), qui est probablement le San Juan Bautista (Gonoi, p. 53). Cardona se trouve à Acapulco entre fin 1614 et le 21 mars 1615. La légende complète est : - A. Les navires de l'expédition. - B. Le château de San Diego. - C. La ville. - D. Un navire venu du Japon. - E. Los Manzanillos. - F. El Grifo. |

Chimalpahin explique que Hasekura laisse certains de ses compatriotes sur place avant de partir pour l'Europe :

« L'ambassadeur du Japon se mit en route pour l'Espagne. En partant il divisa ses vassaux : il prit avec lui un certain nombre de Japonais, et en laissa un nombre égal ici en tant que marchands pour commercer et vendre des choses. »

— Chimalpahin, Annals of His Time, 29 mai 1614, p. 283.
La flotte part pour l'Europe sur le San Jose le 10 juin, Hasekura ayant laissé la majeure partie du groupe japonais en arrière, à attendre à Acapulco le retour de l'ambassade. Certains d'entre eux, de même que ceux restés d'un voyage précédent de Tanaka Shōsuke, reviennent au Japon plus tard la même année à bord du San Juan Bautista :

« Aujourd'hui, mardi le quatorzième du mois d'octobre de l'année 1614, fut le jour où certains Japonais partirent d'ici Mexico pour retourner chez eux au Japon ; ils vécurent ici au Mexique quatre ans durant. Certains d'entre eux sont restés ici ; ils gagnent leur vie en commerçant et vendant ici les biens qu'ils ont amenés du Japon avec eux. »

— Chimalpahin, Annals of His Time, 14 octobre 1614, p. 291.

#### Cuba
L'ambassade s'arrête et change de navires à La Havane à Cuba en juillet 1614. En mémoire de cet événement, une statue de bronze représentant Hasekura a été érigée le 26 avril 2001 au bout de la baie de La Havane.

### La mission en Europe

#### Espagne

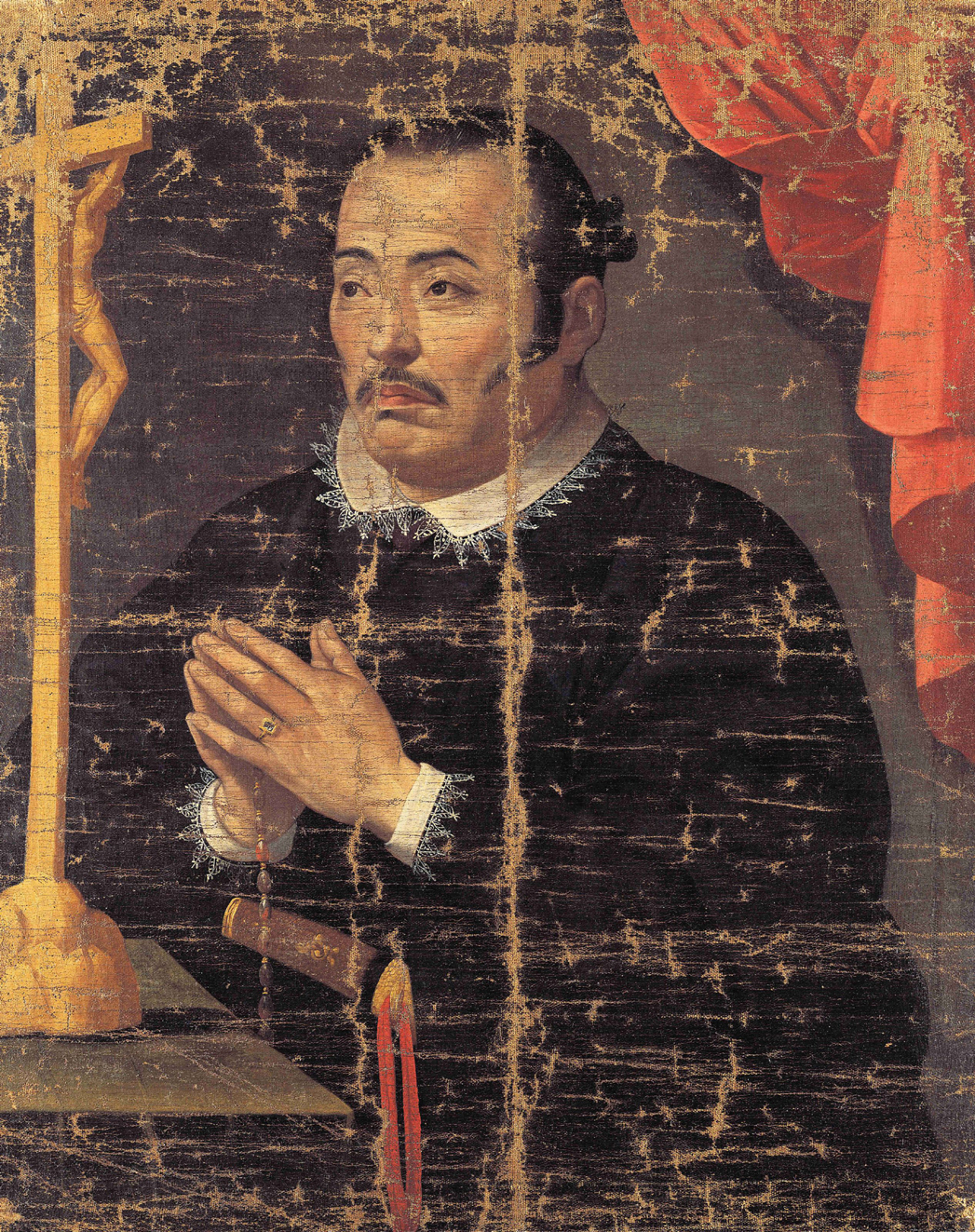
Hasekura en prières, à la suite de sa conversion à Madrid en 1615.

La flotte arrive à Sanlúcar de Barrameda le 5 octobre 1614.

« La flotte arriva finalement en sûreté, après avoir affronté quelques dangers et tempêtes, au port de Sanlúcar de Barrameda le 5 octobre, où le duc de Medina, résidant sur place, avertit Sidonia de l'arrivée. Il envoya des navires pour les recevoir, et avait fait préparer un logement somptueux pour l'ambassadeur et ses suivants. »

— Scipione Amati, Histoire du Royaume de Voxu, 1615
— Bibliothèque Calombina 84-7-19 Memorias…, fol. 195
L'ambassade japonaise rencontre le roi d'Espagne Philippe III à Madrid le 30 janvier 1615. Hasekura lui remet une lettre de Date Masamune, ainsi qu'une proposition de traité. Le Roi répond qu'il fera ce qu'il peut pour accéder à ces requêtes.
Comme le veut l'usage, l'ambassade japonaise apporta plusieurs cadeaux au roi d'Espagne, dont une armure de samouraï (toujours exposée au Palais royal de Madrid).
Hasekura est baptisé le 17 février par le chapelain personnel du roi, et reçoit le nom de « Don Felipe Francisco Hasekura ». La cérémonie de baptême est conduite par l'archevêque de Tolède et Francisco Goméz de Sandoval y Rojas, duc de Lerma, administrateur principal du règne de Philippe III et dirigeant de facto de l'Espagne est choisi pour être son parrain.
L'ambassade reste huit mois en Espagne avant de quitter le pays pour l'Italie.

#### France

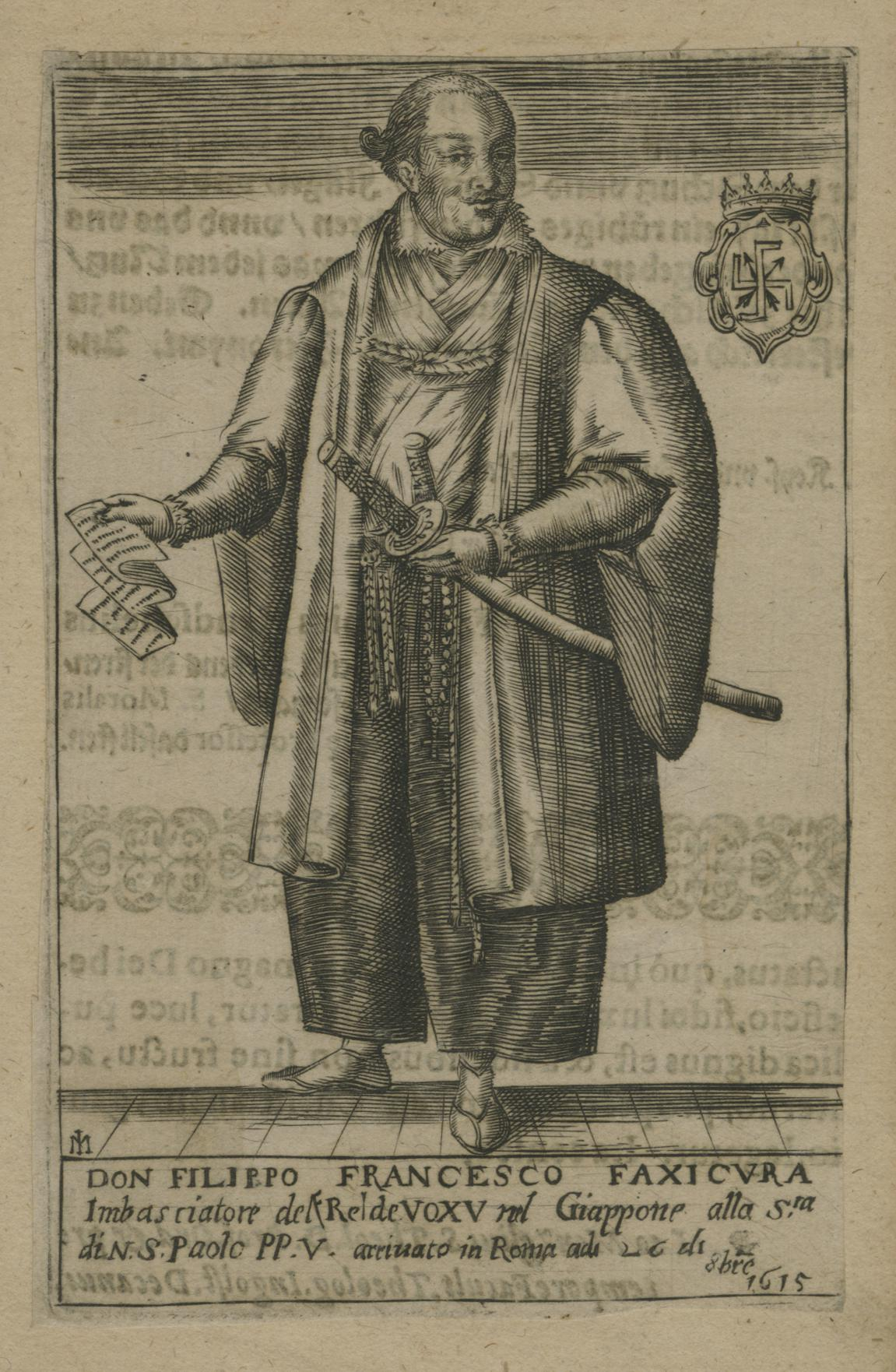
Représentation de la visite de Hasekura dans l'édition allemande du XVIIe siècle du livre de Scipione Amati sur lHistoire du Royaume de Voxu de 1615. Le blason de Hasekura est représenté dans le coin supérieur droit.

Après avoir traversé l'Espagne, l'ambassade navigue sur la mer Méditerranée à bord de trois frégates espagnoles vers l'Italie. Cependant, le mauvais temps les force à rester quelque temps dans le port français de Saint-Tropez où ils sont reçus par la noblesse locale et font sensation parmi la population locale.
On peut ainsi retrouver dans des archives parvenues jusqu'à nos jours :

« Il y a huit jours qu'il passa a St Troppez un grand seigneur Indien, nomme Don Felipe Fransceco Faxicura, Ambassadeur vers le Pape, de la part de Idate Massamuni Roy de Woxu au Jappon, feudataire du grand Roy du Japon et de Meaco. Il avoit plus de trente personnes a sa suite, et entre autres, sept autres pages tous fort bien vetus et tous camuz, en sorte qu'ilz sembloyent presque tous freres. Ils avaient trois fregates fort lestes, lesuqelles portoient tout son attirail. Ils ont la teste rase, execpte une petite bordure sur le derrier faisant une flotte de cheveux sur la cime de la teste retroussee, et nouee a la Chinoise […]. »

« […] Ilz se mouchent dans des mouchoirs de papier de soye de Chine, de la grandeur de la main a peu prez, et ne se servent jamais deux fois d'un mouchoir, de sorte que toutes les fois qu'ilz ne mouchoyent, ils jestoyent leurs papiers par terre, et avoyent le plaisir de les voir ramasser a ceux de deca qui les alloyent voir, ou il y avoit grande presse du peuple qui s'entre batoit pour un ramasser principallement de ceux de l'Ambassadeur qui estoyent hystoriez par les bordz, comme les plus riches poulletz des dames de la Cour. Ils en portient quantite dans leur seign, et ils ont apporte provision suffisante pour ce long voyage, qu'ilz sont venus faire du deca […]. »

« […] Le ses epees et dagues sont faictes en fasson de simmetterre tres peu courbe, et de moyenne longueur et sont sy fort tranchantz que y mettant un feuillet de papier et soufflant ilz couppent le papier, et encore de leur papier quy est beaucoup plus deslie que le nôtre et est faict de soye sur lesquels ils escrivent avec un pinceau. »

« […] Quand ilz mangeoient ils ne touchent jamais leur chair sinon avec deux petits batons qu'ils tiennent avec trois doigts. »

— Relations de Mme de St Troppez, octobre 1615, bibliothèque Inguimbertine, Carpentras
La visite de l’ambassade japonaise est enregistrée dans les chroniques de la ville comme étant dirigée par « Philip Francis Faxicura, ambassadeur au Pape, de Date Masamunni, roi de Woxu au Japon ».
Cette visite imprévue constitue la première trace enregistrée de relations franco-japonaises. À l’inverse, la première visite d’un Français au Japon est celle de François Caron en 1619.

#### Italie

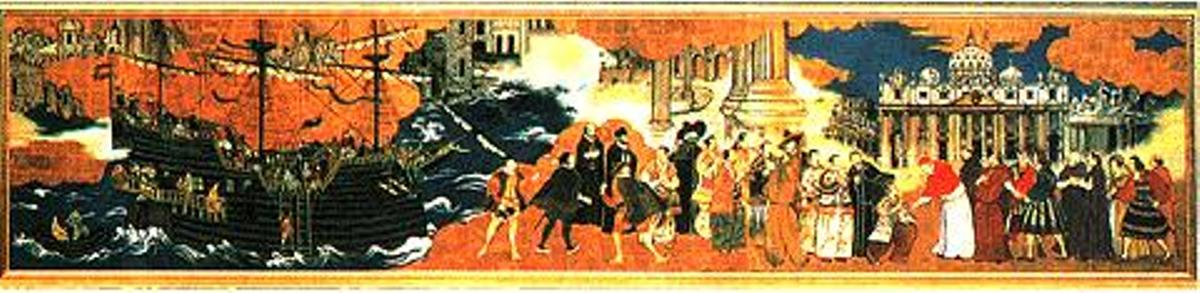
L'ambassade de Hasekura au Pape à Rome en 1615. Tableau japonais, XVIIe siècle.

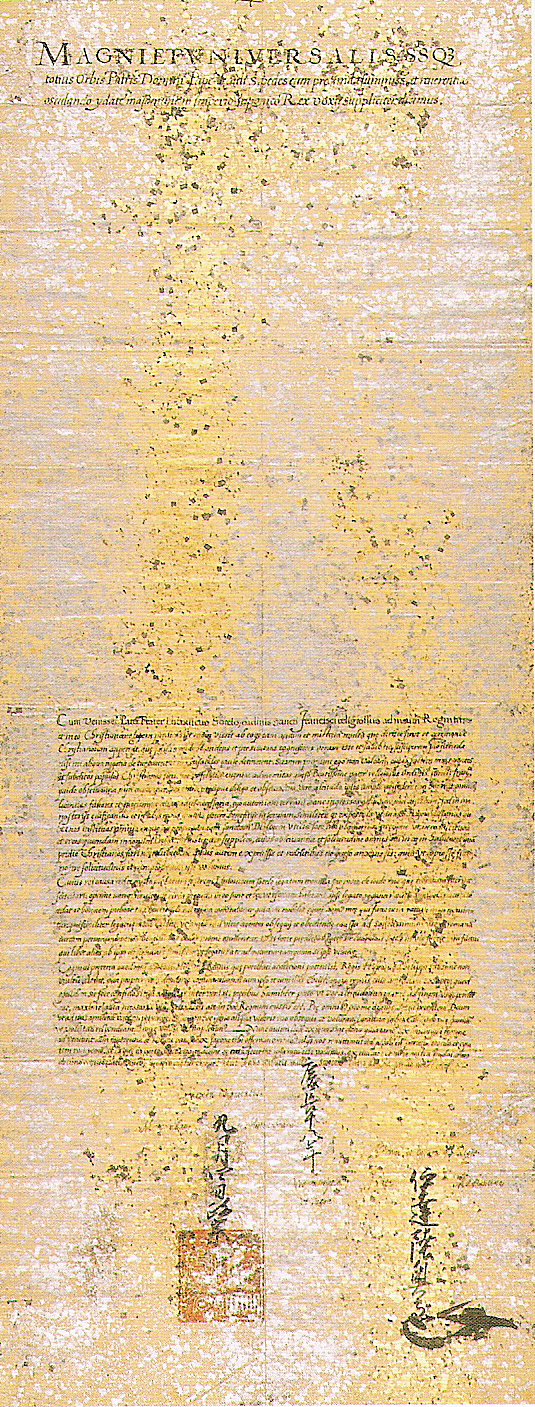
Lettre en latin de Date Masamune au Pape 1613, conservée au Vatican.

L'ambassade japonaise arrive en Italie où elle rencontre le pape Paul V à Rome en novembre 1615. Hasekura remet au Pape deux lettres dorées (une en latin et une en japonais), contenant une requête pour un traité commercial entre le Japon et le Mexique, et l'envoi de missionnaires chrétiens au Japon. Ces deux lettres sont toujours visibles dans les archives de la Cité du Vatican. La lettre en latin, probablement écrite par Luis Sotelo pour Date Masamune, contient :

« Embrassant les saints pieds du grand, universel, plus saint seigneur du monde entier, le pape Paul, en signe de profonde soumission et révérence, moi, Date Masamune, Roi de Wôshû dans l'empire du Japon, dis avec supplication :
Le père Franciscain Luis Sotelo vint dans notre pays répandre la foi de Dieu. En cette occasion, j'ai reçu l'enseignement de cette foi et ai désiré devenir un chrétien, mais n'ai pas encore accompli ce désir à cause de certains petits problèmes. Cependant, dans le but d'encourager mes sujets à devenir chrétiens, j'aimerais que vous m'envoyiez des missionnaires de l'église franciscaine. Je garantis que vous pourrez construire une église et que vos missionnaires seront protégés. Je demande également que vous choisissiez et envoyez un évêque. Pour cela, j'ai envoyé l'un de mes samouraïs, Hasekura Rokuemon, en tant que mon représentant pour accompagner Luis Sotelo au travers des mers vers Rome, pour vous donner une marque d'obédience et baiser votre pied. De plus, comme notre pays et la Nouvelle-Espagne sont des pays voisins, pourriez-vous intervenir pour que nous puissions discuter avec le roi d'Espagne, pour le bénéfice d'envoyer des missionnaires au travers des mers. »

— Traduction de la lettre en latin de Date Masamune au Pape

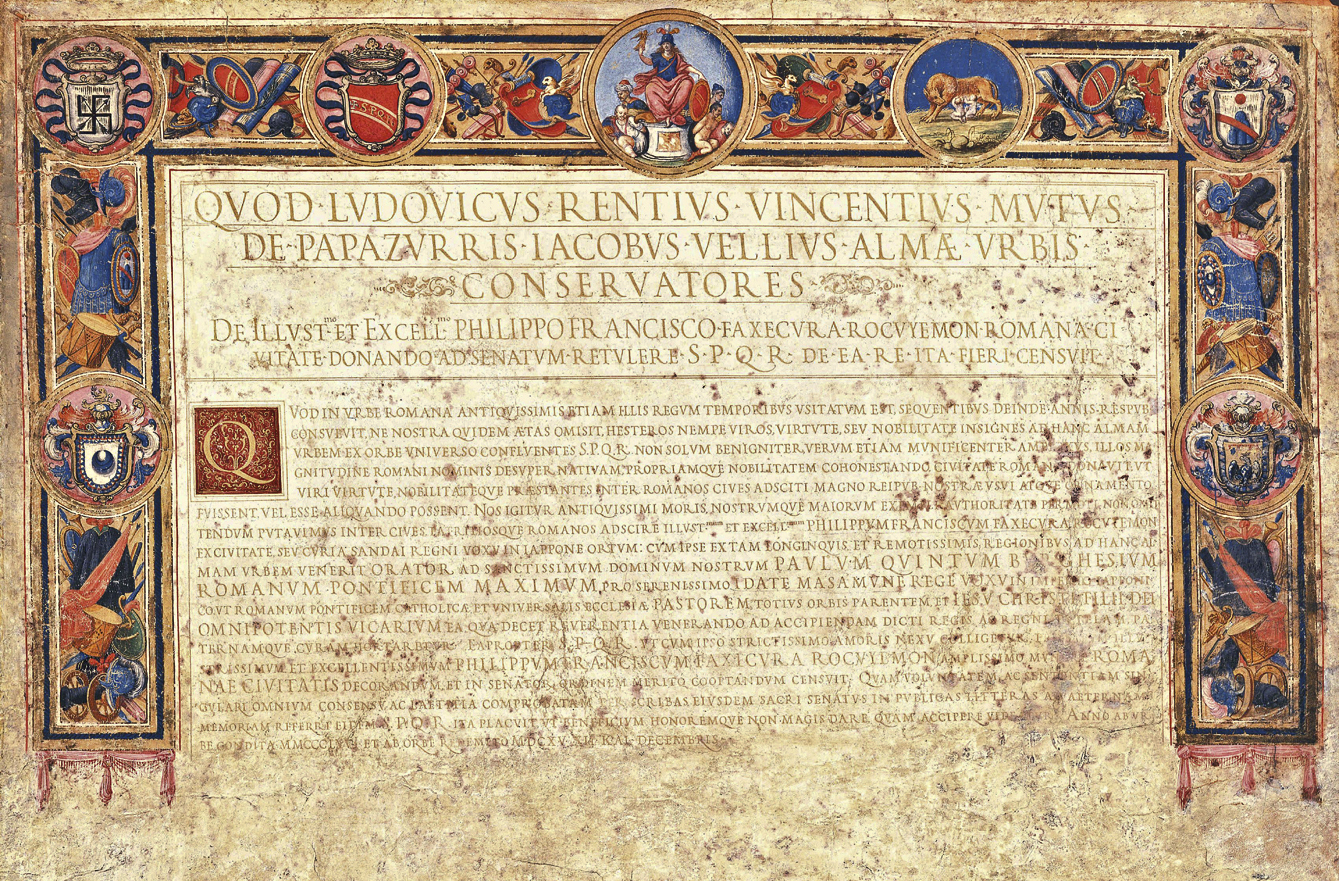
Titre de citoyenneté romaine accordé à « Hasekura Rokuemon » (transcription et traduction en anglais dans la description de l'image)

Le pape accepte d'envoyer les missionnaires mais laisse au roi d’Espagne la décision relative du commerce. Il écrit une lettre à Date Masamune, dont une copie est toujours visible au Vatican.
La Curie romaine donne aussi à Hasekura le titre d'honneur de Citoyen romain, dans un document qu'il rapporte au Japon et qui est aujourd'hui conservé à Sendai.

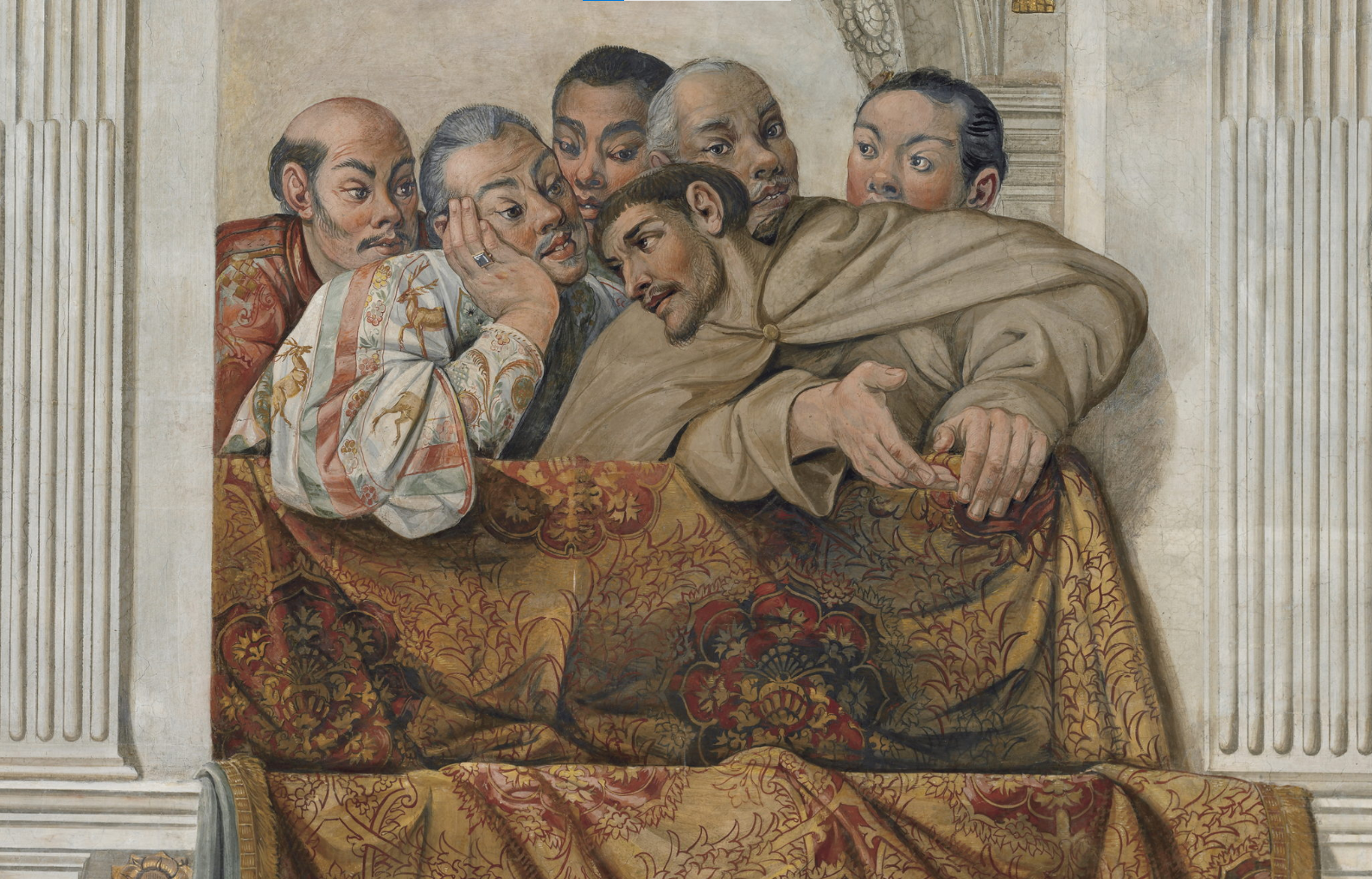
Luis Sotelo, discutant avec Hasekura Tsunenaga et d'autres membres de l'expédition à Rome, dans une fresque montrant « la gloire du pape Paul V ». Sala Regia, Palais du Quirinal, Rome, 1616.

Sotelo donne lui aussi un récit de la visite au pape dans son livre De ecclesiae Iaponicae statu relatio (publié à titre posthume en 1634) :

« Quand nous sommes parvenus ici avec l'aide de Dieu en l'an de grâce 1615, non seulement nous fûmes aimablement reçus par sa Sainteté le grand Pape, avec le saint collège des cardinaux et un rassemblement d'évêques et de nobles, et même la joie et le bonheur général du peuple romain, mais nous et trois autres (que les chrétiens japonais avaient spécialement désignés pour annoncer leur condition avec respect pour la religion chrétienne) fûmes entendus, reposés, et juste comme nous l'espérions, envoyés aussi vite que possible. »

— Luis Sotelo, De ecclesiae Iaponicae statu relatio

#### Rumeurs d'intrigues politiques
Mis à part la description officielle de la visite de Hasekura à Rome, certains textes contemporains tendent à indiquer que des questions politiques ont également été discutées, et qu'une alliance avec Date Masamune a été suggérée comme un moyen d'établir l'influence chrétienne sur le Japon entier :

« L'ambassadeur a fortement insisté sur le fait que l'autorité et le pouvoir de son dirigeant étaient supérieures à celle de nombreux pays d'Europe. »

— Communication romaine anonyme, datée du 10 octobre 1615.

« Les pères franciscains espagnols expliquent que le roi de l'Ambassadeur [Tsunenaga Hasekura] va bientôt devenir le dirigeant suprême de ce pays, et que non seulement ils deviendront chrétiens et suivront la volonté de l'Église de Rome, mais qu'ils convertiront à leur tour le reste de la population. C'est pourquoi ils réclament l'envoi d'un haut ecclésiastique avec les missionnaires. À cause de cela, de nombreuses personnes ont mis en doute le vrai but de l'ambassade, et se demandent s'ils ne cherchent pas à faire quelque autre profit. »

— Lettre de l'ambassadeur de Venise, datée du 7 novembre 1615.

#### Seconde visite en Espagne

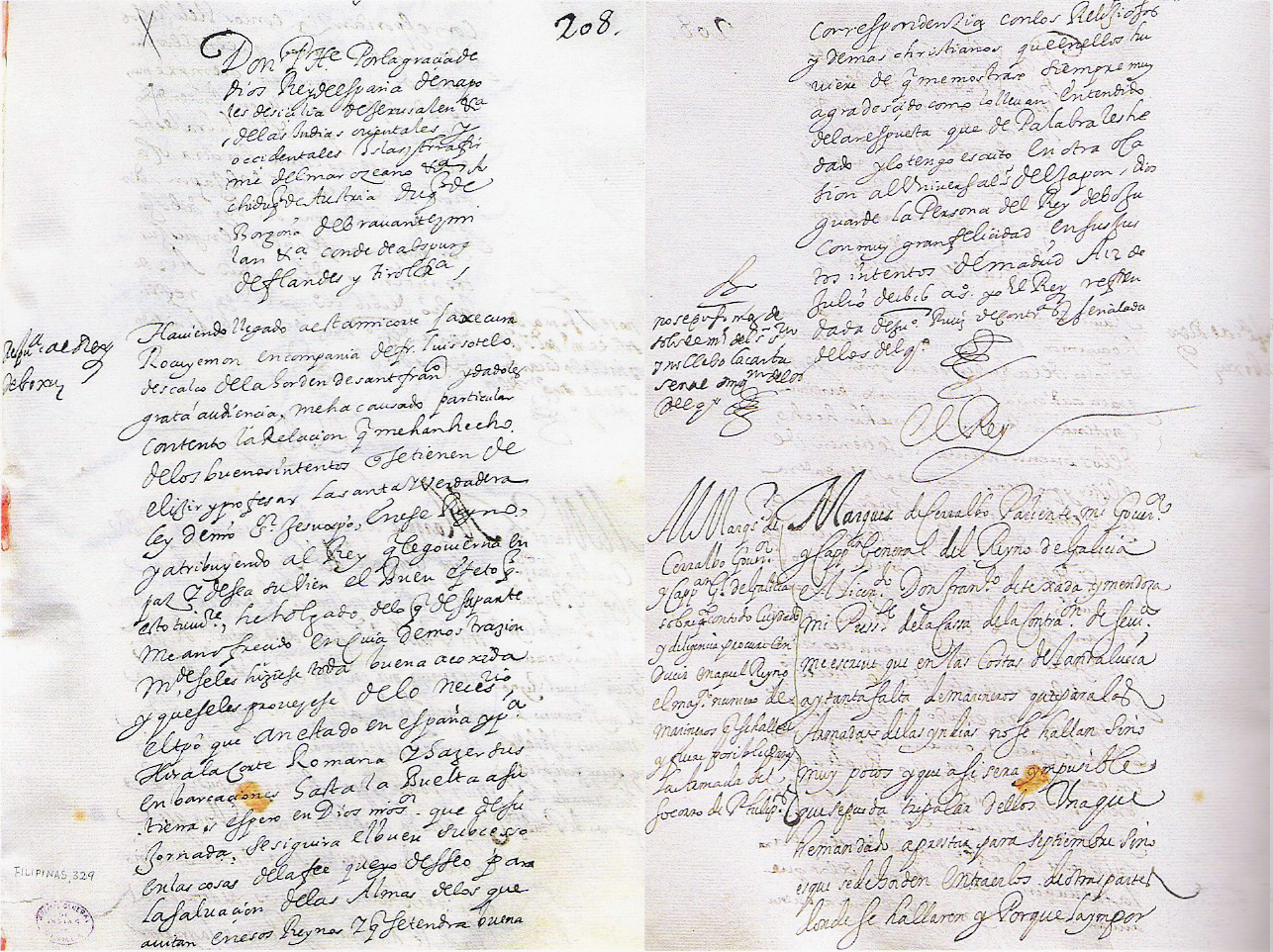
Lettre du roi d'Espagne à Masamune Date (1616).
La lettre est amicale et demande le soutien de la foi chrétienne, mais ne mentionne pas le commerce, en dépit de la requête personnelle de Date (Brouillon, conservé aux archives de Séville, Archivo General de Indias).

De retour en Espagne, Hasekura rencontre à nouveau le roi qui refuse de signer un traité commercial, arguant que l'ambassade n'est pas une ambassade officielle du dirigeant du Japon Tokugawa Ieyasu, qui au contraire a promulgué un édit en janvier 1614 ordonnant l'expulsion de tous les missionnaires du Japon, et commencé la persécution des chrétiens au Japon.
L'ambassade quitte Séville pour le Mexique en juin 1616 après une période de deux ans passée en Europe, mais quelques Japonais restent en Espagne où ils s'installent à Coria del Río, une ville proche de Séville, où 700 de leurs descendants actuels portent le patronyme « Japón ».

#### Publications occidentales sur l'ambassade de Hasekura
L'ambassade de Tsunenaga Hasekura est l'objet de nombreuses publications dans toute l'Europe. L'écrivain italien Scipione Amati, qui accompagne l'ambassade en 1615 et 1616, publie en 1615 à Rome un livre intitulé Histoire du Royaume de Voxu. Ce livre est ensuite traduit en allemand en 1617. En 1616, l'éditeur français Abraham Savgrain publie ensuite un récit de la visite de Hasekura à Rome : Récit de l'entrée solemnelle et remarquable faite à Rome, par Dom Philippe Francois Faxicura.

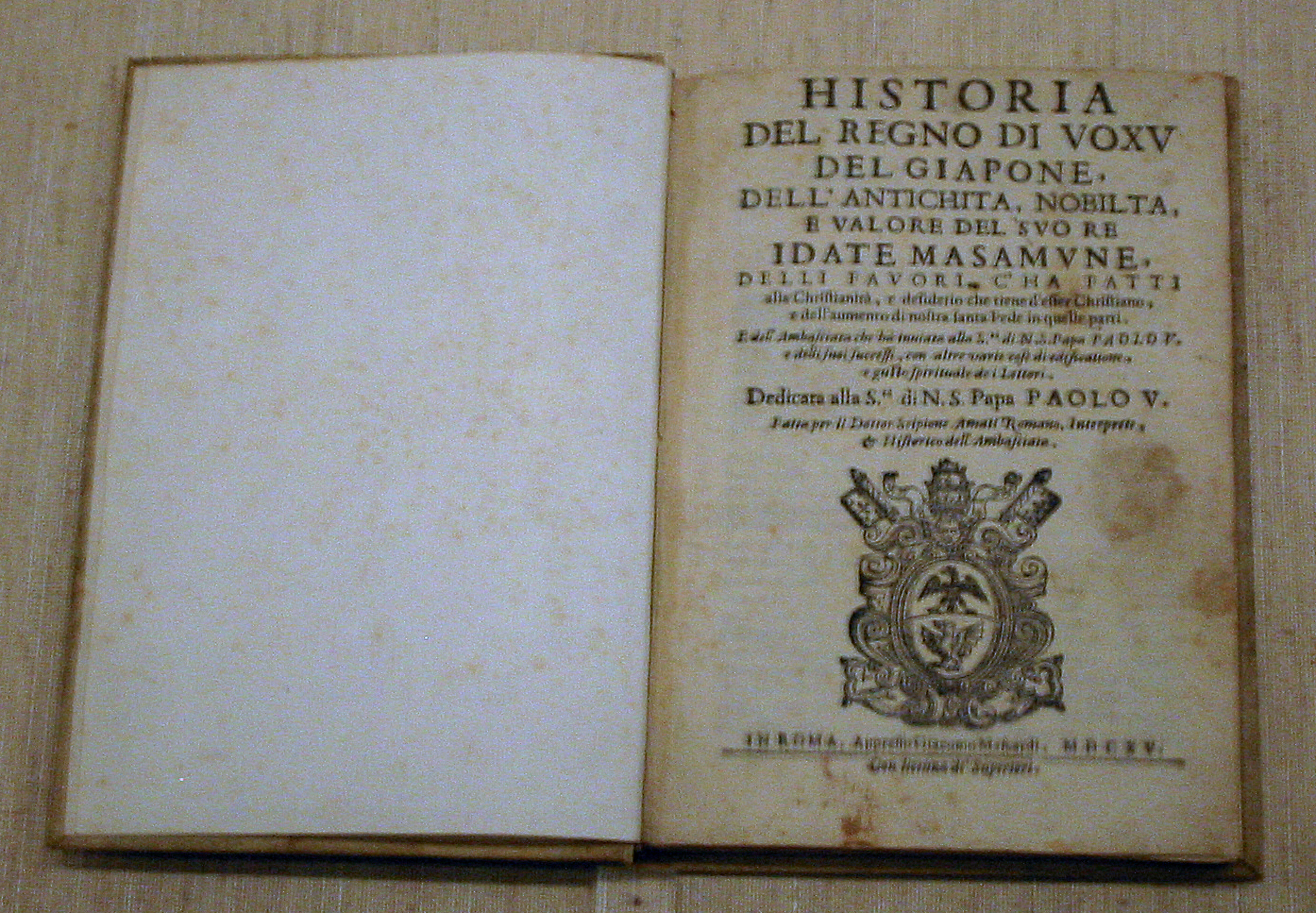
Le livre d'Amati, Histoire du Royaume de Voxu, publié en 1615.
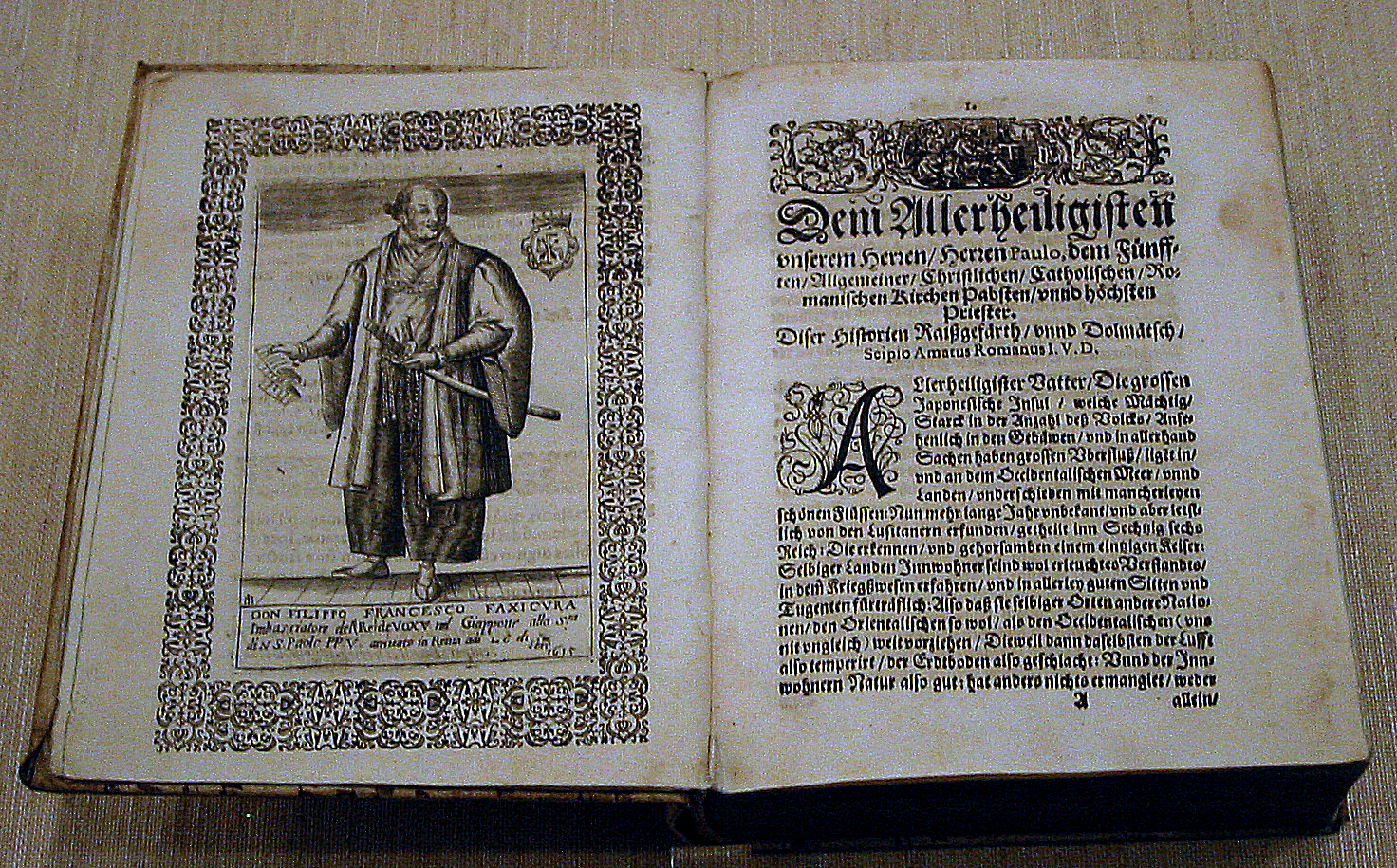
Traduction allemande du récit d'Amati.
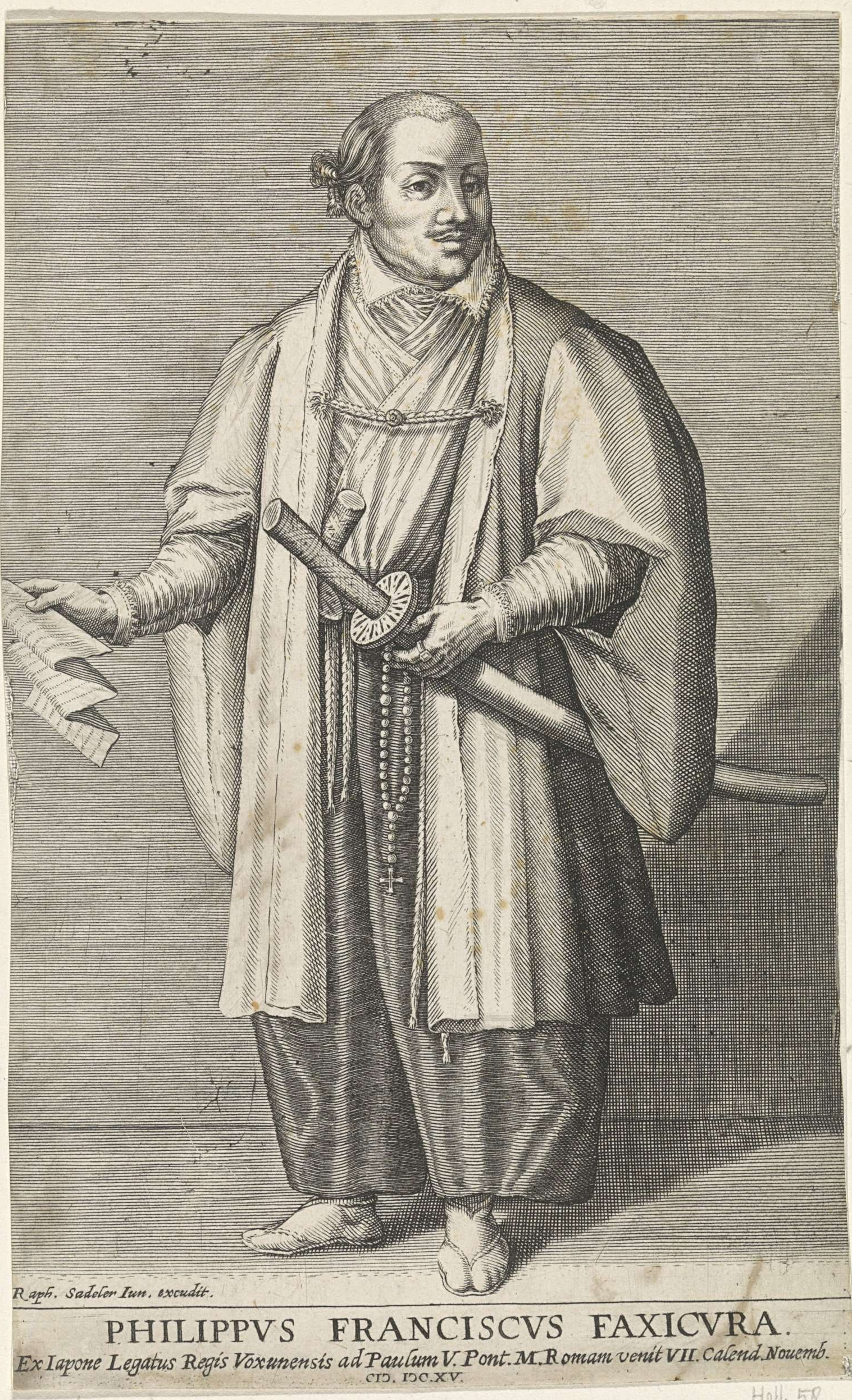
Gravure dépeignant Hasekura, accompagné d'une légende en latin.
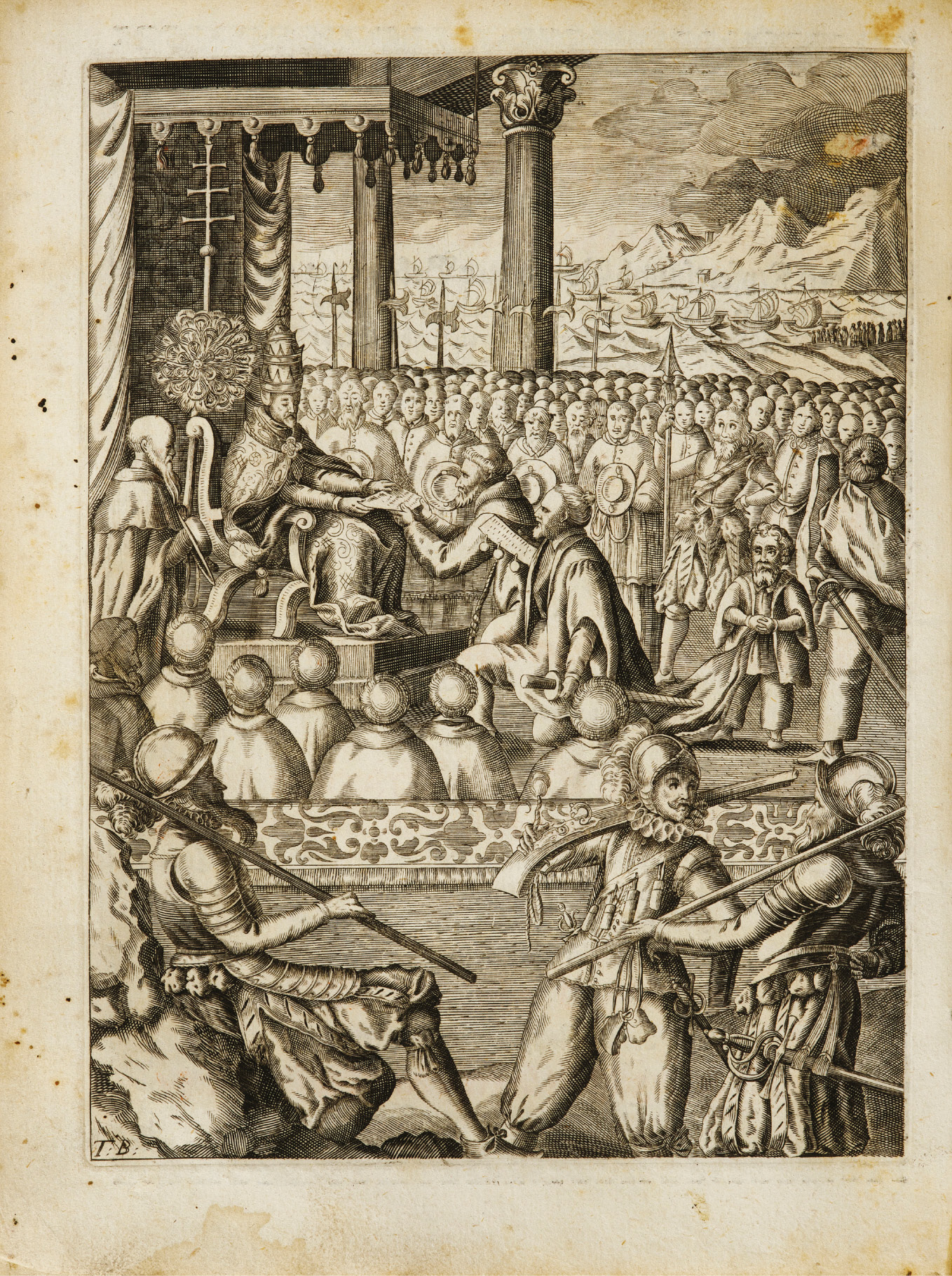
Gravure dépeignant Hasekura s'agenouillant devant le pape, édition allemande.

#### Retour au Mexique
Hasekura reste 5 mois au Mexique durant son retour vers le Japon. Le San Juan Bautista attend à Acapulco depuis 1616, après une seconde traversée du Pacifique du Japon au Mexique. Commandé par Yokozawa Shōgen, il a transporté du poivre fin et des objets laqués de Kyōto, qui sont vendus sur le marché mexicain.
À la requête du roi d'Espagne, afin d'éviter que trop d'argent parte pour le Japon, le vice-roi demande que les recettes soient dépensées en biens mexicains, à l'exception de 12 000 pesos et 8 000 pesos en argent que Hasekura et Yokozawa sont respectivement autorisés à ramener avec eux.

#### Philippines

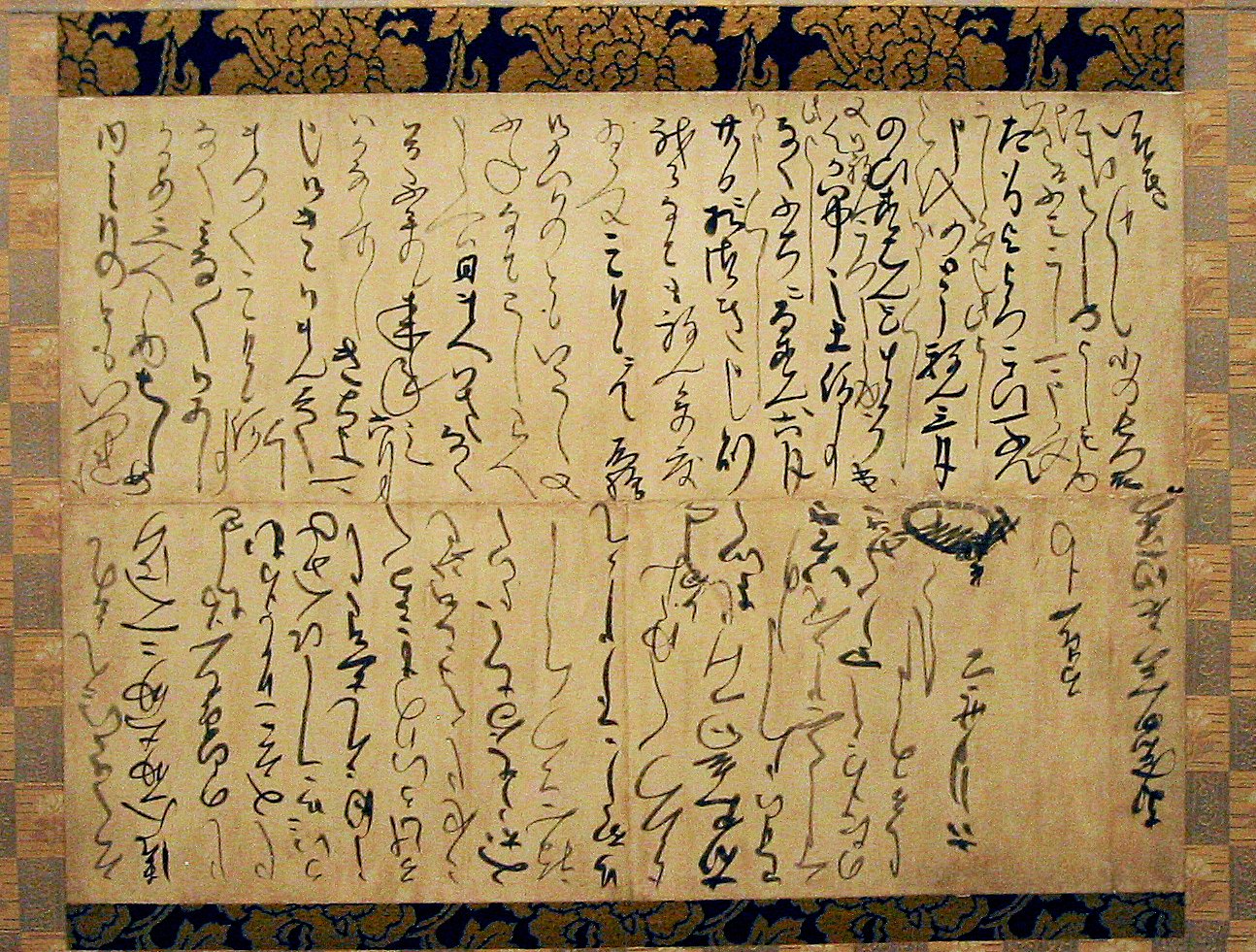
Lettre de Hasekura à son fils, écrite durant son séjour aux Philippines, conservée au Musée de la ville de Sendai.

En avril 1618, le San Juan Bautista arrive aux Philippines depuis le Mexique, avec Hasekura et Luis Sotelo à son bord. Le navire est alors acheté par le gouvernement espagnol local, dans l'objectif d'améliorer les défenses contre les attaques hollandaises et anglaises. L'évêque des Philippines décrit la transaction dans une lettre au roi d'Espagne datée du 28 juillet 1619 :

« Le gouverneur était extrêmement amical avec les Japonais, et leur a fourni sa protection. Comme ils avaient de nombreuses choses chères à acheter, ils décidèrent de prêter leur navire. Le navire fut immédiatement fourbi pour le combat. Le gouverneur, en définitive, acheta le navire, car il advint qu'il était de construction excellente et robuste, et que les navires disponibles étaient dramatiquement peu nombreux. En faveur de votre majesté, le prix payé fut raisonnable. »

— Document 243.
Durant son séjour aux Philippines, Hasekura achète de nombreux biens pour Masamune Date, et construit un navire, ainsi qu'il l'explique dans une lettre à son fils. Il retourne finalement au Japon en août 1620, atteignant le port de Nagasaki.

### Retour au Japon

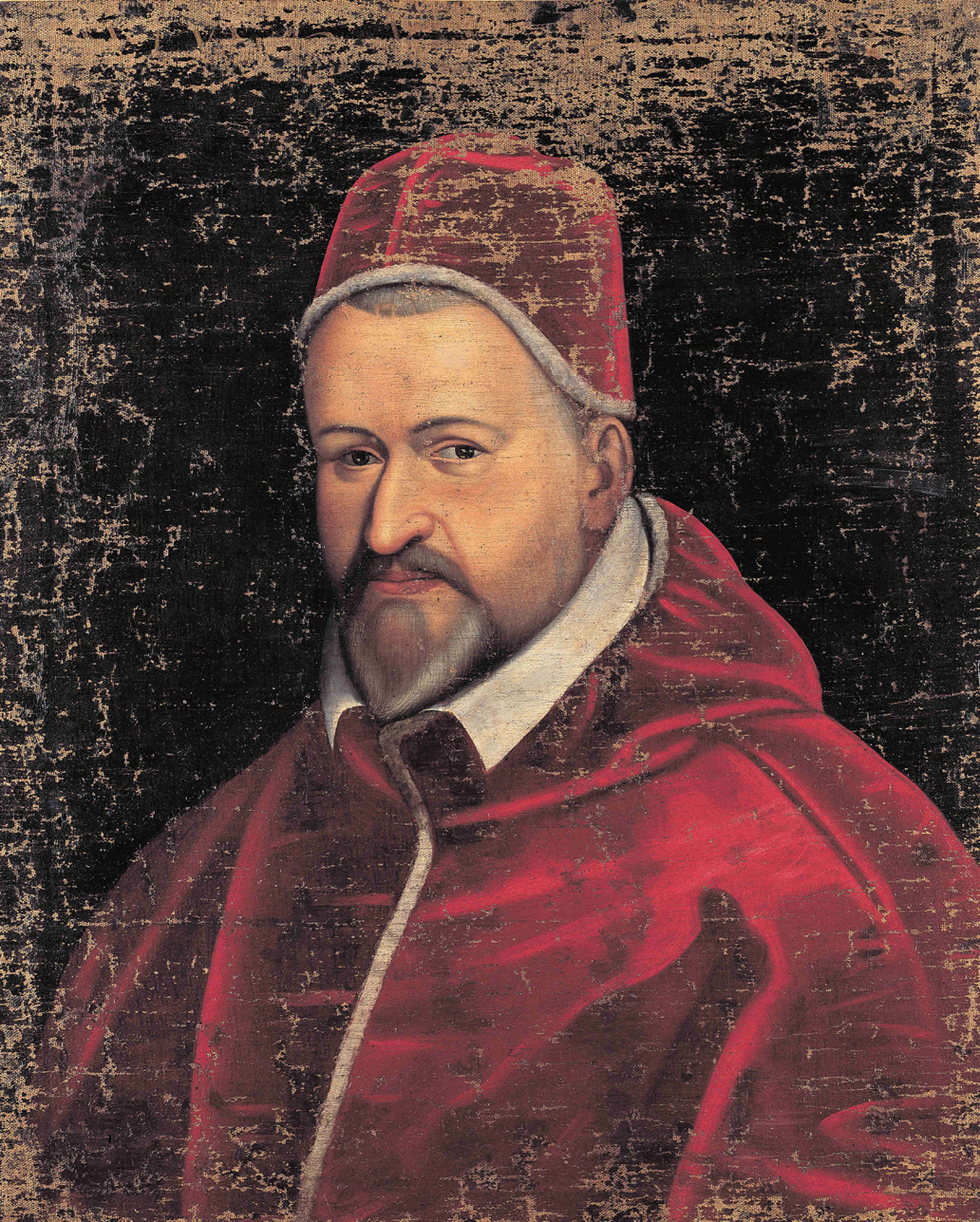
Tableau représentant le pape Paul V remis par Hasekura Tsunenaga à Masamune Date durant son rapport de 1620. Musée de la ville de Sendai.

Au moment où Hasekura revient, le Japon a changé drastiquement : un effort pour éradiquer le christianisme est mené depuis 1614, Tokugawa Ieyasu est mort en 1616 et remplacé par son fils Tokugawa Hidetada, plus xénophobe, et le Japon s'avance vers sa période d'isolement nommée plus tard sakoku. À cause de ces persécutions des Chrétiens au Japon dont des échos sont parvenus en Europe, les accords commerciaux que Hasekura a tenté d'établir avec le Mexique sont annulés et l'ambassade n'a donc pas les résultats escomptés, le roi d'Espagne en particulier étant devenu très réticent à donner son accord aux arrangements commerciaux et propositions d'envoi de missionnaires.

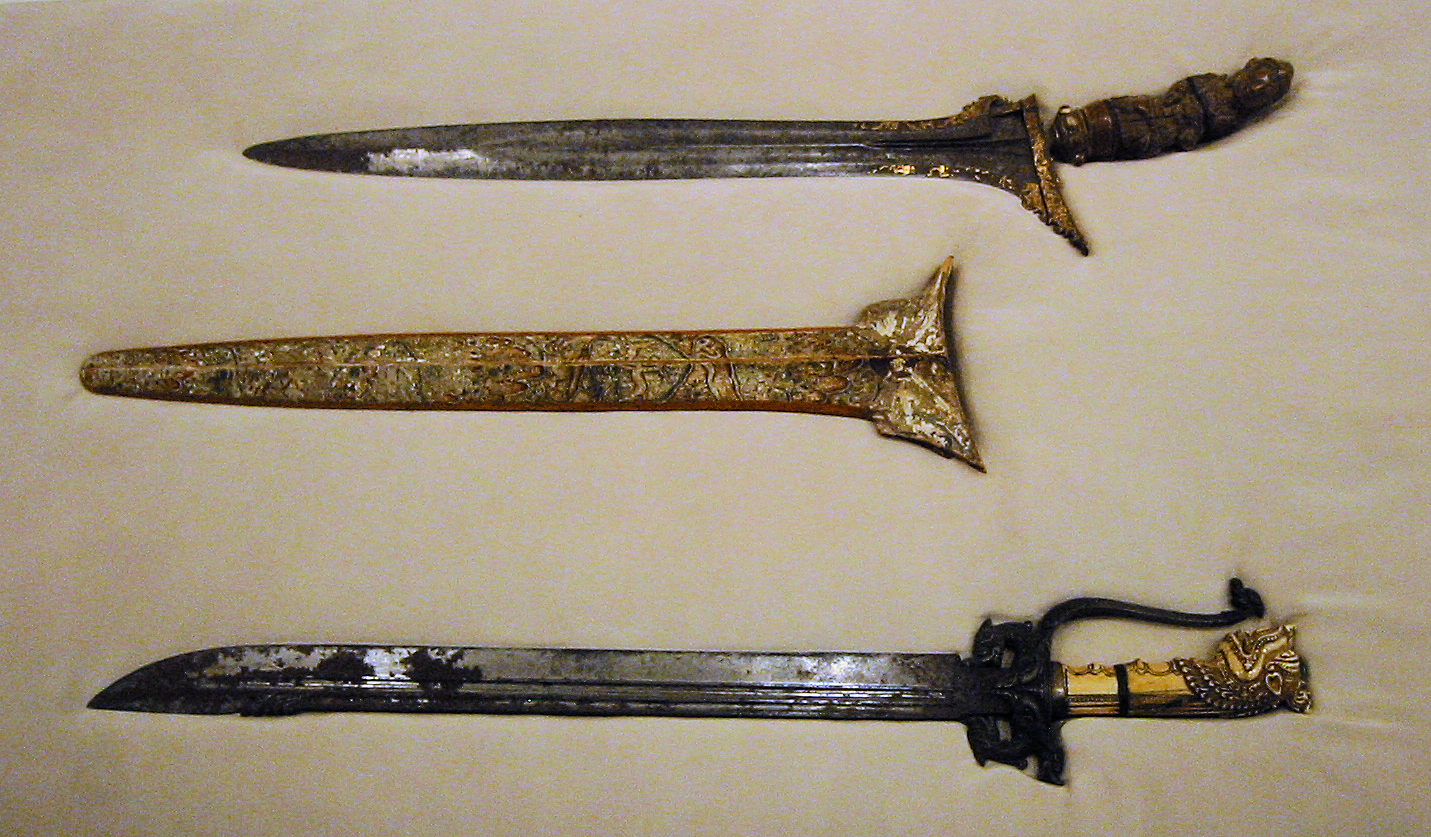
Kris indonésien et dague de Ceylan acquises par Hasekura aux Philippines et présentées à Masamune Date à son retour. Musée de la ville de Sendai.

Hasekura rend compte de ses voyages à Date Masamune à son arrivée à Sendai. Il lui remet, selon les archives, un portrait du pape Paul V, un portrait de lui-même en prières, et une série de dagues indonésiennes et de Ceylan acquises aux Philippines, le tout étant conservé au musée de la ville de Sendai. Les « Archives de la Maison Date » décrivent son rapport de façon succincte, se terminant avec une expression de surprise assez cryptique s'approchant de l'outrage (奇怪最多シ) au discours de Hasekura :

« Rokuemon se rendit au pays des Barbares du Sud, présenta ses respects au roi Paolo, resta là-bas plusieurs années, et revient maintenant de Luçon. Il amène des portraits du roi des Barbares du Sud, et un portrait de lui-même, qu'il a remis. Nombre de ses descriptions des pays des Barbares du Sud, et la signification des déclarations de Rokuemon étaient surprenantes et extraordinaires. »

— « Archives de la Maison de Masamune »

#### Interdiction du christianisme à Sendai
L'effet direct du retour de Hasekura à Sendai est l'interdiction du christianisme dans le fief de Sendai deux jours plus tard :

« Deux jours après le retour de Rokuemon à Sendai, un édit de trois points contre le christianisme fut promulgué : premièrement, tous les chrétiens reçurent l'ordre d'abandonner leur foi, en accord avec la loi du Shogun, et pour ceux qui ne le faisaient pas, ils seraient exilés s'ils étaient nobles, ou exécutés s'ils étaient citoyens, paysans ou serviteurs. Deuxièmement, une récompense serait attribuée pour la dénonciation de chrétiens cachés. Troisièmement, les propagateurs de la foi chrétienne devraient quitter le fief de Sendai, ou sinon, abandonner leur religion »

— Lettre du père Angelis datant de novembre 1620, archives Japon-Chine des jésuites à Rome, citée dans « Hasekura Tsunenaga » de Gonoi, p. 231.
Ce qu'a fait ou dit Hasekura pour aboutir à un tel résultat est inconnu. Comme les événements ultérieurs tendent à indiquer que lui et ses descendants sont restés de fidèles chrétiens, Hasekura a pu faire un récit enthousiaste, et dans une certaine mesure dérangeant, de la grandeur et de la puissance des pays occidentaux et de la religion chrétienne. Il a aussi pu encourager une alliance entre l'Église et Date pour prendre le pouvoir sur le pays (une idée popularisée par les franciscains à Rome), qui, dans le Japon de 1620, aurait été une proposition totalement irréaliste. De plus, les espoirs de commerce avec l'Espagne se sont évaporés lorsque Hasekura a rapporté que le roi d'Espagne refuse d'y donner son accord tant que des persécutions des Chrétiens au Japon ont lieu dans le reste du pays.
Date Masamune, jusque-là très tolérant envers le christianisme en dépit de l'interdiction du bakufu dans les terres qu'il contrôle directement, choisit ainsi soudainement de prendre ses distances envers la foi chrétienne. Les premières exécutions de chrétiens commencent 40 jours plus tard. Les mesures anti-chrétiennes prises par Masamune sont cependant relativement clémentes, et les chrétiens aussi bien japonais qu'occidentaux soutiennent à de nombreuses reprises que ces mesures n'ont été prises que pour apaiser le shogun :

« Date Masamune, dans la crainte du shogun, ordonna la persécution du christianisme sur son territoire, et créa plusieurs martyrs. »

— Lettre au pape de 17 importants chrétiens japonais de Sendai, 29 septembre 1621.
Un mois après le retour de Hasekura, Date écrit une lettre au shogun Tokugawa Hidetada, dans laquelle il fait un effort très clair pour se dégager de la responsabilité de l'ambassade, expliquant en détail comment celle-ci a été organisée avec l'accord, et même la collaboration, du shogun :

« Lorsque j'ai envoyé un navire vers les pays des Barbares du Sud il y a plusieurs années, sur l'avis de Mukai Shōgen, j'ai aussi envoyé le Barbare du Sud nommé Sotelo, qui avait résidé plusieurs années durant à Edo. À cette époque, votre Excellence avait également offert des messages pour les Barbares du Sud, ainsi que des présents, tels que des paravents et des pièces d'armure. »

— Masamune Date, lettre du 18 octobre 1620, citée par Gonoi, p. 234.
L'Espagne est à l'époque de loin la puissance la plus menaçante pour le Japon (avec une colonie et une armée dans les Philippines voisines). Les récits de visu de Hasekura sur la puissance espagnole et ses méthodes coloniales en Nouvelle-Espagne ont pu précipiter la décision du shogun Tokugawa Hidetada de cesser les relations commerciales avec l'Espagne en 1623, puis les relations diplomatiques en 1624, bien que d'autres événements tels que l'infiltration de prêtres espagnols au Japon et l'échec d'une ambassade espagnole ont aussi contribué à cette décision.

### Décès

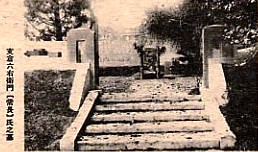
La tombe de Hasekura, toujours visible aujourd'hui à Enfukuji, Enchōzan, Miyagi

On ignore ce qu'il advient de Hasekura et les versions racontant ses dernières années sont nombreuses. Les historiens contemporains peuvent seulement se reposer sur des on-dit, certaines rumeurs affirmant qu'il a abandonné volontairement le christianisme, d'autres qu'il est mort en martyr pour sa foi, d'autres encore qu'il a continué à pratiquer le christianisme en secret. Le sort de ses descendants et serviteurs, qui seront plus tard exécutés pour avoir été chrétiens, suggère cependant que Hasekura est lui-même resté fortement chrétien, et a transmis sa foi aux membres de sa famille.
Sotelo, qui est plus tard retourné au Japon où il sera finalement pris et brûlé en 1624, laisse avant son exécution un récit du retour de Hasekura, faisant de lui un héros ayant propagé la foi chrétienne :

« Mon autre collègue, l'ambassadeur Philippus Faxecura, après avoir rejoint son roi susmensionné [Date Masamune], fut grandement récompensé par lui, et envoyé dans son propre domaine, pour se reposer après un si long et si fatigant voyage, où il fit de sa femme, de ses enfants, de ses serviteurs et de nombreux autres vassaux des chrétiens, et avisa d'autres nobles qui étaient ses amis et parents d'accepter la foi, ce qu'ils firent évidemment. Alors qu'il était occupé à cela et à d'autres occupations pieuses, une pleine année après son retour, ayant laissé de nombreuses instructions et un grand exemple, il décéda pieusement, laissant à ses enfants par un héritage spécial la propagation de la foi dans son fief, et la protection des religieux dans ce royaume. Le roi et tous les nobles furent grandement attristés par ce décès, mais spécialement les chrétiens, qui connaissaient très bien la vertu et le zèle religieux de cet homme. C'est ce que j'ai appris par des lettres des très religieux qui lui ont administré les sacrements, et qui étaient présents à sa mort, ainsi que d'autres. »

— Luis Sotelo, De ecclesiae Iaponicae statu relatio
Hasekura a aussi ramené au Japon plusieurs objets cultuels catholiques, mais ne les a pas donnés à son seigneur, les gardant dans son propre fief.
Hasekura Tsunenaga meurt de maladie (selon à la fois des sources japonaises et des sources chrétiennes) en 1622, mais la localisation de sa tombe n'est pas connue avec certitude. Trois tombes sont supposées être celle de Hasekura. L'une d'entre elles est visible au temple bouddhiste de l'Enfuku-ji (円長山円福寺) dans la préfecture de Miyagi.

### Exécution de ses enfants et descendants

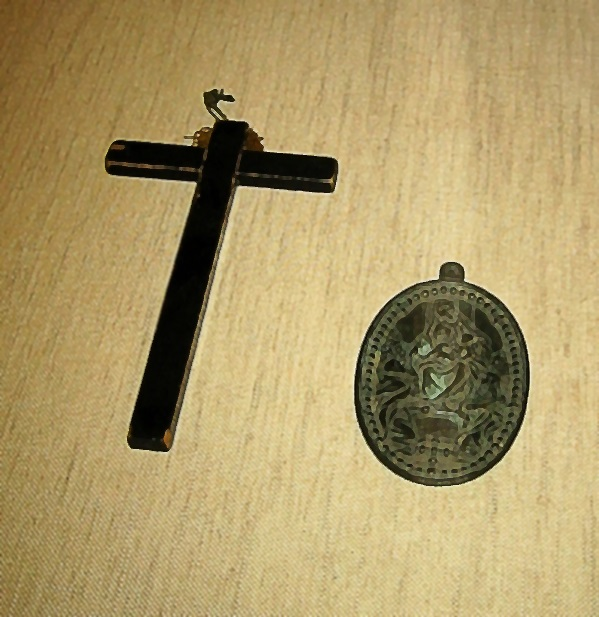
Croix et médaille saisies dans la propriété de Hasekura en 1640.

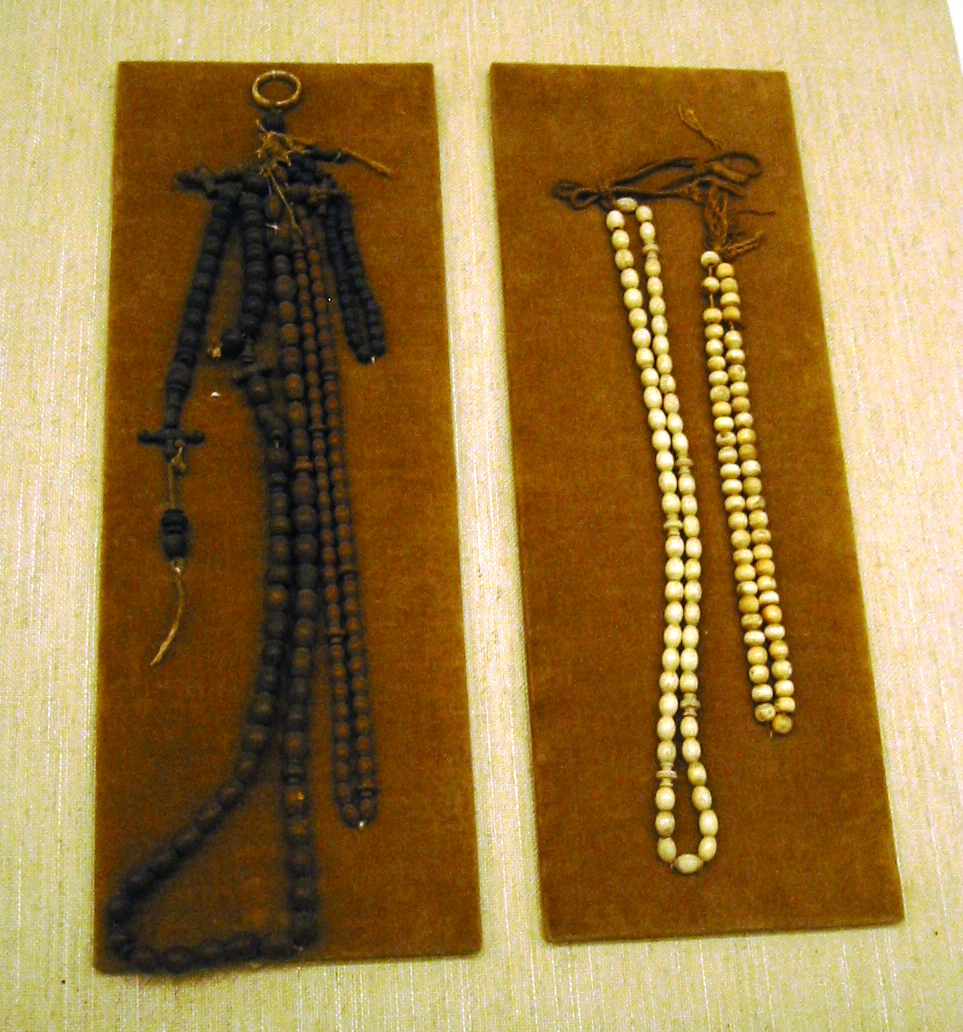
Rosaires trouvés dans la propriété de Hasekura en 1640.

Hasekura a un fils nommé Tsuneyori Rokuemon. Deux des serviteurs de son fils, Yogoemon et sa femme, sont suspectés d'être chrétiens et exécutés en août 1637. La même année, Tsuneyori est également soupçonné de christianisme après avoir été dénoncé par quelqu'un d'Edo, mais échappe à l'interrogatoire en raison de sa qualité de maître du temple zen de Kōmyō-ji (光明寺). Il est finalement pris et exécuté en 1640, à l'âge de 42 ans, après que deux prêtres chrétiens, le dominicain Pedro Vazquez et Joan Bautista Paulo, eurent donné son nom sous la torture. Deux autres de ses serviteurs, Saemon Taro (71 ans), qui avait suivi Hasekura à Rome, et sa femme (59 ans), sont exécutés le même jour. Dans la mesure où la vie des chrétiens était épargnée s'ils reniaient leur foi, ces exécutions montrent qu'ils avaient une foi ferme et refusaient de la renier. Le jeune frère de Tsuneyori prend la fuite et disparaît.
À ce moment, les privilèges de la famille Hasekura sont abolis par le fief de Sendai, et leur domaine et leurs biens saisis. C'est à ce moment, en 1640, que les objets cultuels chrétiens de Hasekura sont confisqués, et gardés en dépôt à Sendai jusqu'à ce qu'ils soient redécouverts à la fin du XIXe siècle.
En tout, environ cinquante de ces objets de culte chrétiens sont trouvés dans la propriété des Hasekura en 1640, tels que des croix, des rosaires, des robes religieuses et des peintures pieuses. Tous ces objets sont saisis et stockés par les Date. Un inventaire réalisé en 1840 décrit ces objets comme appartenant à Hasekura Tsunenaga. Dix-neuf livres sont aussi mentionnés dans cet inventaire, mais ont été perdus depuis. Ces objets sont aujourd'hui conservés au musée de la ville de Sendai et dans d'autres musées de Sendai.

## Redécouverte
L'existence même des voyages de Hasekura est oubliée au Japon jusqu'à la réouverture du pays après la fin de la politique du sakoku. En 1873, une ambassade japonaise en Europe, la mission Iwakura, dirigée par Iwakura Tomomi, entend parler pour la première fois des voyages de Hasekura lorsqu'on leur montre des documents durant leur visite à Venise en Italie.
Cependant, aucune mention n'est faite de cette découverte dans le rapport de la mission Iwakura, et le récit du voyage n'est rendu public qu'à l'initiative de l'empereur Meiji et est publié en 1909 dans le douzième tome du Dai Nihon shiryō.

### Hasekura aujourd'hui

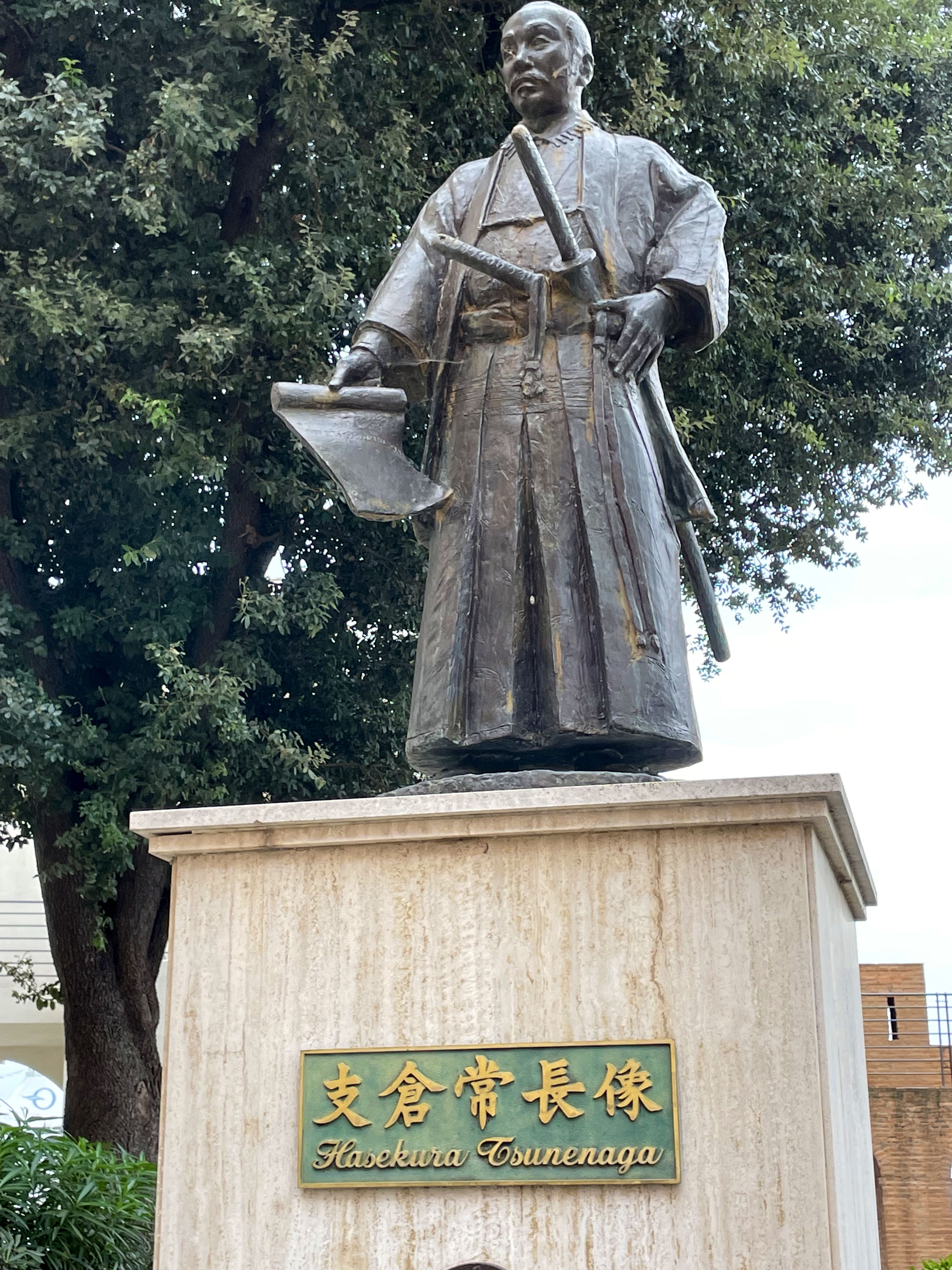
Statue d'Hasekura Tsunenaga à Civitavecchia

Des statues de Hasekura Tsunenaga peuvent être vues de nos jours à la périphérie d'Acapulco au Mexique, à l'entrée de la baie de La Havane à Cuba, à Coria del Río en Espagne, sur une place de Civitavecchia en Italie, et à Tsukinoura, près d'Ishinomaki.
Un parc à thème décrivant l'ambassade et arborant une réplique du San Juan Bautista est installé dans le port d'Ishinomaki, d'où Hasekura prit initialement la voile au début de son voyage.
Shūsaku Endō a écrit en 1980 un roman intitulé L'Extraordinaire Voyage du samouraï Hasekura, qui relate les voyages de Hasekura.
Un film d'animation espagnol de 2005, intitulé Gisaku, relate les aventures d'un jeune samouraï japonais nommé Yohei, qui visite l'Espagne au XVIIe siècle, dans une histoire tirant vaguement son inspiration des voyages de Hasekura.
Le réalisateur Stéphane Bégoin réalise en 2018 un film documentaire intitulé Un samouraï au Vatican produit par Arte et NHK.

## Armoiries

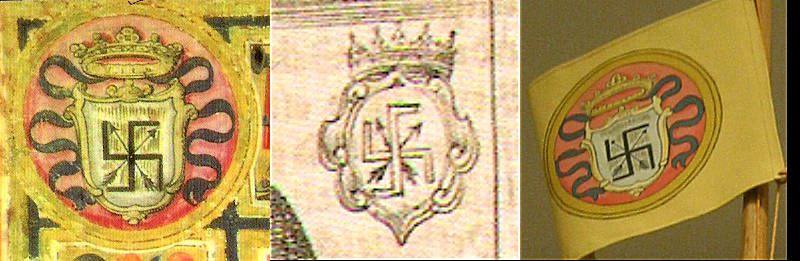
Blason de Hasekura.

Hasekura avait reçu des armes officielles attestant sa qualité de citoyen romain, consistant en un écu d'argent avec un svastika de sable, posée devant deux flèches du même et croisées en sautoir, l'écu timbré d'une couronne de chevalier, sur fond de gueules avec un listel de sable.
Ces armes sont reproduites sur la partie supérieure gauche du tableau de Deruet, sur son certificat de citoyenneté romaine (à gauche), sur diverses gravures (au milieu), et figuraient sur le drapeau de son navire (à droite).